# Eric Marshall

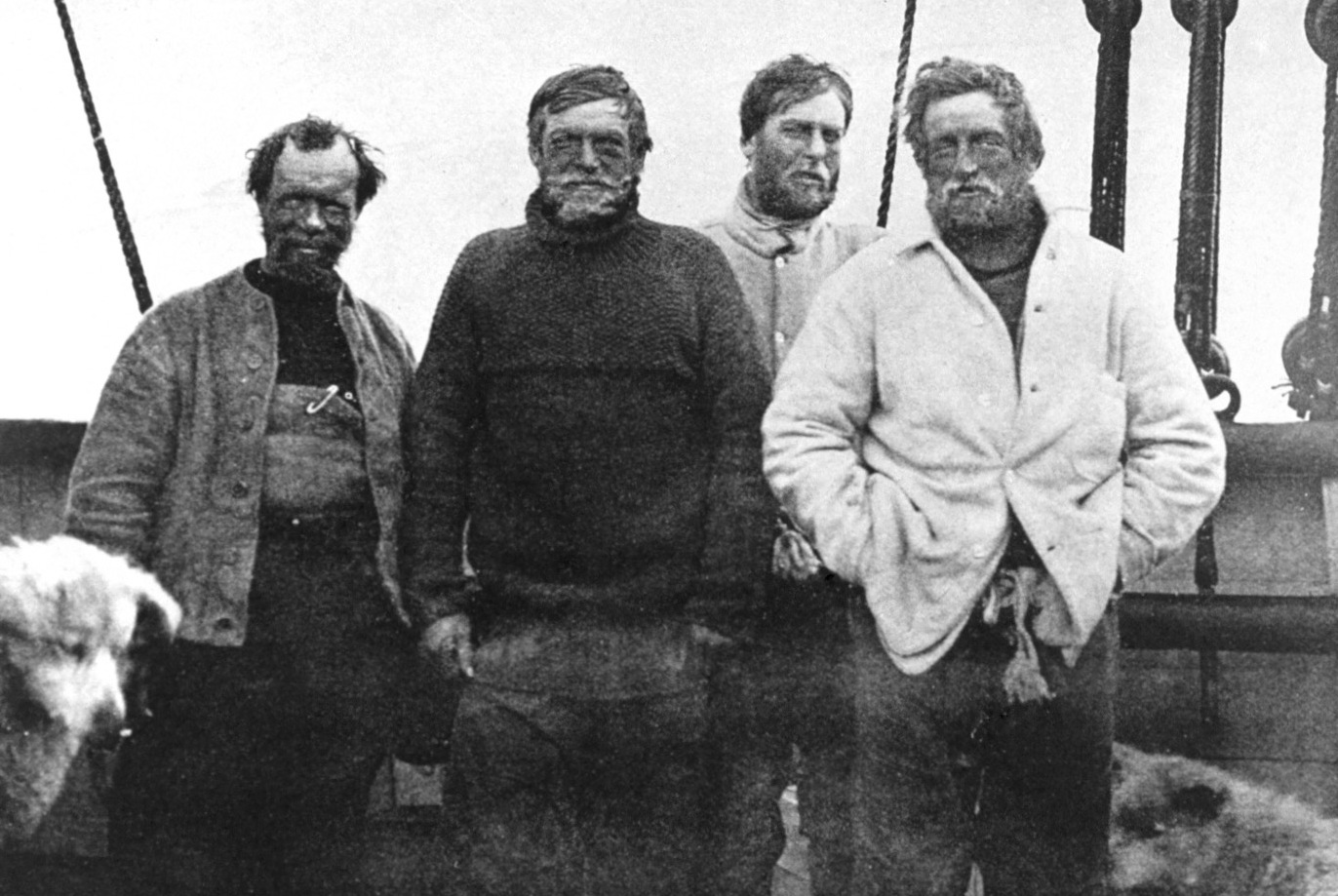
Il gruppo che ha stabilito il Furthest South durante la spedizione Nimrod. Da sinistra a destra, Wild, Shackleton, Marshall e Adams

Eric Stewart Marshall (Londra, 29 maggio 1879 – Isola di Wight, 26 febbraio 1963) è stato un esploratore, medico e cartografo britannico.

## Biografia
Insieme con Frank Wild e Jameson Adams venne scelto da Ernest Shackleton per far parte del gruppo che avrebbe tentato, senza successo, di raggiungere il Polo sud durante la spedizione Nimrod. Colpito da dissenteria durante il percorso di rientro, venne lasciato indietro assistito da Adams, mentre Shackleton e Wild si diressero verso la costa in cerca di aiuto.